# Droga wojewódzka 817
Die Droga wojewódzka 817 (DW 817) ist eine sieben Kilometer lange Droga wojewódzka (Woiwodschaftsstraße) in der polnischen Woiwodschaft Lublin und in der Woiwodschaft Masowien, die Kłudzie mit Kamień verbindet. Die Strecke liegt im Powiat Lipski und im Powiat Opolski.

## Streckenverlauf
Woiwodschaft Masowien, Powiat Lipski
-  Kłudzie (DW 754)

Woiwodschaft Lublin, Powiat Opolski
- Kępa Gostecka
-  Kamień (DW 747, DW 825)